# عناقات مكسورة
عناقات مكسورة (بالإنجليزية: Broken Embraces) هو فيلم دراما تم إنتاجه في إسبانيا سنة 2009.

## بطولة
- بينيلوب كروز

## الميزانية والإيرادات
بلغت تكلفة إنتاج الفيلم حوالي 18 مليون دولار بينما حقق أرباحا تقدر بـ 30,991,660 دولار.

## وصلات خارجية
- عناقات مكسورة على موقع IMDb (الإنجليزية)
- عناقات مكسورة على موقع ميتاكريتيك (الإنجليزية)
- عناقات مكسورة على موقع الموسوعة البريطانية (الإنجليزية)
- عناقات مكسورة على موقع روتن توميتوز (الإنجليزية)
- عناقات مكسورة على موقع نتفليكس (الإنجليزية)
- عناقات مكسورة على موقع قاعدة بيانات الأفلام العربية
- عناقات مكسورة على موقع ألو سيني (الفرنسية)
- عناقات مكسورة على موقع Turner Classic Movies (الإنجليزية)
- عناقات مكسورة على موقع أول موفي (الإنجليزية)
- عناقات مكسورة على موقع بوكس أوفيس موجو (الإنجليزية)

1. ↑  وصلة مرجع: https://www.europeanfilmacademy.org/European-Film-Awards-Winners-2009.64.0.html. مسار الأرشيف: https://web.archive.org/web/20190718184615/https://www.europeanfilmacademy.org/European-Film-Awards-Winners-2009.64.0.html. الوصول: 3 يناير 2020.
2. 1 2  وصلة مرجع: http://www.sinemalar.com/film/19972/kirik-kucaklasmalar. الوصول: 8 أبريل 2016.
3. ↑  وصلة مرجع: http://www.bbfc.co.uk/releases/los-abrazos-rotos-broken-embraces-film. الوصول: 8 أبريل 2016.
4. ↑  وصلة مرجع: http://www.allocine.fr/film/fichefilm_gen_cfilm=133268.html. الوصول: 8 أبريل 2016.
5. ↑  وصلة مرجع: http://nmhh.hu/dokumentum/158984/2009_filmbemutatok_osszes.xls.